# バラク (ジョチ家)
バラク（Baraq/Burak/Borak、? - 1428年頃）は、ジョチ・ウルスの君主（ハン、在位：1419年 - 1482年頃）。1370年代のジョチ・ウルスのハンであるオロスの孫にあたる。
バラクの父であるクユルチュク（クイルチャク/コイルチャク）はジョチ・ウルスのハンの地位を窺ったが権力の奪取に失敗し、父の跡を継いだバラクもハン位を求めた。1419年5月にバラクはティムール朝統治下のサマルカンドを訪れてサマルカンドの支配者であるウルグ・ベクに援助を求め、ウルグ・ベクから王と同様の厚遇を受けた。
キプチャク草原に帰還したバラクは、トカ・テムル家のフダーイダード、ウルグ・ムハンマドらハン位を巡る競争者に勝利を収める。1422年9月にバラクはヴォルガ川流域でフダーイダードに決定的な勝利を収め、1423年にはヴォルガ川を越え、モスクワ南方のオドエフに侵入した。1424年にウルグ・ムハンマドを破り、1424年末から1425年初頭にかけての時期にバラクはウルグ・ベクの元に使者を派遣し、ハン位を宣言した。バラクの使者は白隼と駿馬を携え、ウルグ・ベクは返礼として高官、職人、献酌人、楽人を付けて使者を送り返した。
後にバラクはウルグ・ムハンマドによって首都サライを奪われ、1426年頃にウルグ・ムハンマドはハンへの復位を宣言する。1427年にはバラクが東のキプチャク草原、トカ・テムル家のデヴレト・ベルディがクリミア半島、ウルグ・ムハンマドがサライ周辺を支配する、ジョチ・ウルス内の構図が成立していた。
西方での勢力拡大に失敗したバラクは東方への進出を試み、同盟者であるマンギト部の指導者マンスールを殺害する。1426年/27年に「祖父のオロスがこの地に住み、建物を作り上げた」ことを根拠として、かつてオロスが支配していたスグナクの領有権を主張し、ウルグ・ベクと対立する。満足のいく返答を得られなかったバラクはスグナクとその近辺を略奪し、ティムール朝の総督アルスラン・ホージャ・タルハンはウルグ・ベクに援助を求める。バラクはスグナク近郊の丘陵での戦闘でウルグ・ベクを破り、マー・ワラー・アンナフルの一部とテュルキスタンを略奪してキプチャク草原に帰還した。草原に戻って間もなく、バラクはマンギトと同盟したクチュク・ムハンマド・ハンとの戦闘で落命したと考えられている。

## 子
- ミール・サイード
- ミール・カシム
- ジャニベク（アブー・サイード）